# Lázaro Rivas Scull
Lázaro Rivas Scull   (l'Havana, 4 d'abril de 1975 - San José de las Lajas, 23 de desembre de 2013) fou un lluitador cubà, especialista en lluita grecoromana, que va competir durant les dècades de 1990 i 2000.
El 1996 va prendre part en els Jocs Olímpics d'Estiu d'Atlanta, on fou cinquè en la prova del pes mosca del programa de lluita grecoromana. Quatre anys més tard, als Jocs de Sydney, guanyà la medalla de plata en la prova del mateixa prova. La tercera, i darrera, participació en uns Jocs fou el 2004, a Atenes, on novament fou cinquè en la prova del pes mosca.
En el seu palmarès també destaquen tres medalles al Campionat del Món de lluita, d'or el 1999, i de bronze el 2001 i 2003, dues medalles d'or als Jocs Panamericans, el 1999 i 2003 i set medalles d'or, una de plata i una de bronze al Campionat Panamericà de lluita.
Morí com a conseqüència de les ferides patides després de ser apunyalat fins a onze vegades a l'esquena, coll i abdomen.